# (10183) Ampère
(10183) Ampère – planetoida z pasa głównego asteroid okrążająca Słońce w ciągu 3 lat i 150 dni w średniej odległości 2,26 j.a. Została odkryta 15 kwietnia 1996 roku w Obserwatorium La Silla przez Erica Elsta. Nazwa planetoidy pochodzi od André Ampère’a (1775–1836), francuskiego fizyka, badacza zjawiska elektromagnetyzmu. Przed jej nadaniem planetoida nosiła oznaczenie tymczasowe (10183) 1996 GV20.